# Bardou (Dordogne)
Bardou (okzitanisch: Bardon) ist eine französische Gemeinde mit 43 Einwohnern (Stand 1. Januar 2022) im Département Dordogne, in der Region Nouvelle-Aquitaine; sie gehört zum Arrondissement Bergerac und zum Kanton Sud-Bergeracois.

## Geographie
Die Gemeinde liegt rund 18 Kilometer südöstlich von Bergerac in der Landschaft des Périgord Noir. Nachbargemeinden von Bardou sind Monsac im Norden, Naussannes im Osten, Saint-Léon-d’Issigeac im Südosten, Boisse im Südwesten und Montaut im Westen.
Durch die Gemeinde zieht sich ein kleiner Höhenrücken, der dazu führt, dass im westlichen Bereich das Flüsschen Banège entspringt, das nach Südwesten zum Dropt und weiter zur Garonne entwässert, während im nordwestlichen Gemeindegebiet die Quellen des Flüsschens Couzeau liegen, das in nördlicher Richtung zur Dordogne verläuft.

### Verkehrsanbindung
Bardou liegt abseits überregionaler Verkehrsverbindungen. Die Gemeinde wird von der Départementsstraße D25 erschlossen, die von Eymet nach Beaumont-du-Périgord führt.

## Bevölkerungsentwicklung
| Jahr      | 1968 | 1975 | 1982 | 1990 | 1999 | 2009 | 2016 |
| Einwohner | 54   | 58   | 43   | 36   | 33   | 41   | 44   |